# Шато Виллет
Шато Виллет (фр. Château de Villette) ― усадьба, расположенная в Кондекуре (Франция), в 40 километрах к северо-западу от Парижа. На территории усадьбы, помимо главного здания (шато), находится множество других построек; среди них ― часовня, конюшня и оранжерея. Также на её территории расположены два прямоугольных пруда и сад.
Усадьба была спроектирована в конце XVII века архитектором Андре Ленотром. Площадь усадьбы ― 185 акров (около 40 га). Шато Виллет часто называют «маленьким Версалем» (фр. Le petit Versailles).

## В культуре
- По сюжету книги «Код да Винчи» Шато Виллет является домом сэра Ли Тибинга.

## Галерея

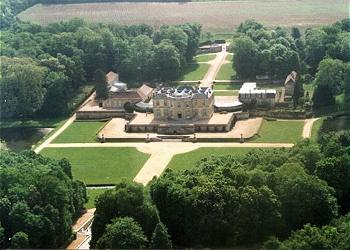
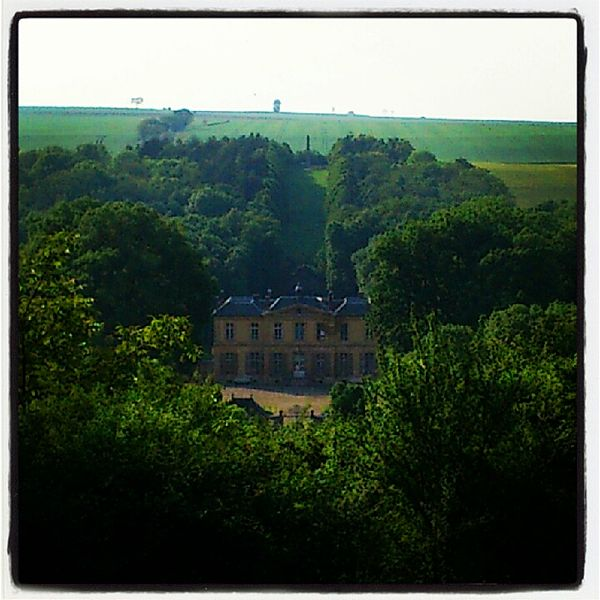